# زرد لوسیفر
زرد لوسیفر (به انگلیسی: Lucifer yellow) یک ترکیب شیمیایی با شناسه پاب‌کم ۲۰۸۳۵۹۵۷ است. 